# Ontologie de l'action
L'ontologie de l'action est un sous-domaine de la philosophie de l'action. Une question qui relève typiquement de ce domaine est celle de savoir à quelle catégorie d'entité appartiennent les actions : une action est-elle un évènement, un processus ou la production d'un évènement ? Une deuxième question qui relève de ce domaine est celle de l'individuation des actions. Supposons, pour reprendre l'exemple de Donald Davidson, qu'un homme appuie sur l'interrupteur, allume la lumière, illumine la pièce et, ce faisant, alerte un rôdeur de sa présence. A-t-il accompli une seule action ou quatre actions différent Ce problème est généralement traité à la lumière du concept d'effet accordéon. Enfin, la question du statut ontologique des omissions (une omission est-elle une action ou une absence d'acti  relève également de l'ontologie de l'action.

## Catégorie ontologique de l'action
Une question qui se pose en philosophie de l’action est celle de savoir quelle est la catégorie ontologique des actions. À ce titre, on distingue trois théories différentes : la théorie selon laquelle les actions sont des évènements (event view), la théorie selon laquelle les actions sont des processus (process view) et la théorie selon laquelle les actions sont des productions d’évènements (causing view).

### Les actions sont des évènements
La thèse selon laquelle les actions sont des évènements a notamment été défendue par Davidson. Les évènements sont les entités qui « se passent », « se déroulent » ou « ont lieu ». Un festival de musique, un match de tennis ou un tremblement de terre, par exemple, sont des évènements, puisque ce sont des choses qui peuvent « avoir lieu ». Par contraste, les objets physiques (une maison, un crocodile ou une pièce de lego) ne sont pas des choses qui « ont lieu », qui « se passent » ou qui « se déroulent ». 
D’après Davidson, toutes les actions sont des évènements. Mais tous les évènements ne sont pas des actions. Un tremblement de terre, par exemple, n’est pas une action : ce n’est pas quelque chose que quelqu’un fait. Un défi auquel va tenter de répondre Davidson est donc de savoir ce qui distingue les actions des évènements qui ne sont pas des actions,.

### Les actions sont des processus
D’après Helen Steward, Rowland Stout et d’autres, les actions ne sont pas des évènements, mais des processus. La différence entre les deux sortes d’entités concerne l’aspect : un évènement est un occurrent considéré sous l’angle de son achèvement alors qu’un processus est un occurrent considéré sous l’angle de sa progression.
Les défenseurs de la process view mettent en avant l’argument suivant,. Ils affirment que les évènements (entités complètes ou achevées) ne sont pas susceptibles de changer, alors que les processus (entités en progression) sont susceptibles de changer. Or, il se trouve que les actions sont des entités susceptibles de changer en cours de réalisation (on peut courir de plus en plus vite, on peut nager de plus en plus énergiquement). Donc, les actions sont des processus et non pas des évènements. 

### Les actions sont des productions d'évènements
D’après Maria Alvarez, John Hyman et d’autres, les actions ne sont ni des évènements, ni des processus, mais des productions d’évènements (causings of events) par des agents. Tuer César, par exemple, revient à causer la mort de César. Dans ce cas, la mort de César est le résultat de l’action, et l’action elle-même correspond à la production de ce résultat. Dans la même veine, casser un miroir revient à causer le bris du miroir : l’action consiste donc à produire (ou faire advenir) un certain évènement. Pour prendre un dernier exemple : l’action de lever le bras revient à produire (ou faire advenir) le mouvement du bras. 
Davidson aurait donc fait erreur en identifiant les actions à des évènements. Certes, chaque action est reliée à un évènement. Mais l’évènement n’est pas l’action : il en est le résultat. L’action doit donc plutôt être conçue comme la production (causing) d’un évènement par un agent.

## Individuation des actions: l'effet accordéon

### Le concept d’effet accordéon
L’effet accordéon est un concept de philosophie de l’action introduit par Joel Feinberg dans son article « Action and Responsibility ». Il le définit comme une caractéristique du langage qui permet de décrire une action de manière plus ou moins étendue, à la manière d’un accordéon qui peut être contracté ou étiré. Nous pouvons trouver un exemple de cette idée dans le livre L'intention de G. E. M. Anscombe lorsqu’elle parle d’un agent qui décrit ce qu’il fait comme « pomper de l’eau » mais aussi comme « mouvoir son bras de haut en bas ».

### L’effet accordéon selon Donald Davidson
Selon Donald Davidson, le concept d’effet accordéon peut être compris à la lumière de la relation entre actions primaires et actions secondaires. Les actions primaires sont des actions que nous effectuons directement ou immédiatement, à savoir les mouvements corporels (par exemple, l’action de mouvoir son bras de haut en bas). Les actions secondaires sont des actions causées par les actions primaires (par exemple, l’action de pomper l’eau en mouvant son bras de haut en bas).
Selon Davidson, l’effet accordéon permet de décrire une même action de différentes manières, en intégrant ou non dans la description les conséquences de cette action. Si, en versant du poison dans la boisson du roi, la reine tue le roi et détruit le royaume, alors « verser du poison », « tuer le roi » et « détruire le royaume » sont trois descriptions d’une même action.

### Objection à Donald Davidson
Le concept d’effet accordéon selon Davidson amène à adopter la thèse selon laquelle si un agent fait A en faisant B, alors A = B. John Hyman et Maria Alvarez critiquent cette thèse dans l’article « Agents and their Actions »: supposons la situation où, en versant du poison, la reine cause la mort du roi et la destruction du royaume. La mort du roi et la chute du royaume sont deux événements différents, puisqu’ils adviennent à des moments différents (la mort du roi précède la destruction du royaume) et que leurs durées diffèrent (la mort du roi est plus rapide que la destruction du royaume).  Or, causer un certain événement ne peut être la même chose que causer un autre événement. Donc, tuer le roi et détruire le royaume sont deux actions distinctes, contrairement à ce que la théorie de l’effet accordéon de Davidson suggère.

## Statut ontologique des omissions
Une omission peut être lourde de conséquences. Omettre de se nourrir peut mener à la mort, omettre de collaborer avec les autorités peut mener en prison. Mais qu’est-ce qu’une omission ? Clarke et Payton ont développé deux analyses divergentes de l’ontologie des omissions.

### L'omission selon Clarke
Selon Randolph Clarke, les omissions sont des absences d’action. Omettre de boire correspond à l’absence de l’action de boire. Toute omission est une absence d'action mais toute absence d'action n’est pas une omission. Si je suis en train de pêcher la Fausse-limande, je ne suis pas en train de chasser le sanglier, mais cette absence d'action ne correspond pas à une omission : je n'ai pas omis de chasser le sanglier. Une absence d’action est une omission seulement s'il y a une norme, un standard, ou un idéal qui requiert que cette chose soit faite.
La norme peut être une obligation morale : si quelqu’un oublie de rembourser son collègue alors qu’il le lui avait promis, la personne omet de rembourser son collègue. Mais l'obligation n'est pas nécessairement morale : manquer une étape dans une recette – ne pas ajouter de bicarbonate de soude à la pâte, est considéré comme une omission. Les intentions fournissent également des normes par rapport auxquelles le fait que quelqu'un ne fasse pas une certaine chose est considéré comme une omission. Par exemple, si j'ai l'intention d'acheter du lait en rentrant chez moi mais que j'oublie de le faire, ne m’étant pas conformé à mon intention, cette absence d’action est une omission. Finalement, Clarke considère qu’échouer à réaliser correctement une certaine action, même si la personne n’avait pas l'intention de réaliser cette action et même si aucune règle ne l'exigeait, est une omission. Ainsi, le fait, pour un joueur d'échecs, de ne pas roquer à un certain moment peut être une omission, même si les règles du jeu ne l'imposent pas et que le joueur n'avait pas l'intention de le faire.  

### L'omission selon Payton
Contrairement à Clarke qui traite les omissions comme des absences, Payton propose de les traiter comme des événements. L’auteur part d’une théorie événementielle de l’action (conformément aux analyses de Davidson) pour expliquer d’où vient la conception, selon lui erronée, des omissions comme absences d’évènement. La théorie de Davidson stipule que les actions doivent être analysées comme des quantifications existentielles sur des évènements. Par exemple, l’action de Jones de beurrer un toast dans la salle de bain à minuit (exemple de Davidson) va être analysée, d’après la théorie davidsonienne, comme suit:
(A) : Il existe un évènement tel que cet évènement est un beurrage de toast par Jones dans la salle de bain à minuit.
Si d’après cette théorie, les actions sont analysées comme des quantifications existentielles sur des évènements, les omissions, elles, sont analysées comme des quantifications existentielles négatives sur des évènements. L'omission correspondant à (A) serait donc (Non-A) :
(Non-A) : Il n'existe pas d’évènements tel que cet évènement est un beurrage de toast par Jones dans la salle de bain à minuit.
Le problème que Payton relève à propos de cette théorie est celui de la différence entre (Non-A), qui est clairement une omission, et :
(Non-B) : Il n’existe pas d’événements tel que cet événement est le meurtre de la reine d’Angleterre par Jones dans la salle de bain à minuit.
Autrement dit, on ne voit pas comment différencier les cas d’événements qui ne se sont simplement pas produits car l’agent n’était pas supposé le faire (Non-B), des cas d’omissions (Non-A) qui, dans la conception ordinaire, sont comprises comme des cas où l’agent était supposé agir et donc où il était supposé y avoir un évènement mais qu’il n’y en a pas eu.
Payton propose donc d’aborder les omissions, non pas comme des quantifications existentielles négatives, mais comme des quantifications existentielles positives sur des évènements, de la même manière que les actions. Ainsi, pour Payton, l’omission de Jones de beurrer son toast dans la salle de bain à minuit, devrait être analysée comme suit
(C) : Il existe un évènement e tel que, dans tous les mondes proches (ou situations semblables), cet évènement e n’est pas un beurrage de toast par Jones dans la salle de bain à minuit.
Autrement dit, l’idée de Payton est de dire qu’omettre de faire une action à un temps T pour un agent X n’est rien d’autre que le fait, pour cet agent X, de s’assurer par son comportement (intentionnel ou non) qu’il ne fera pas cette action à un temps T.